# San Juan Chamelco
San Juan Chamelco é uma cidade da Guatemala do departamento de Alta Verapaz.